# Harald Bohr
Harald August Bohr (22. dubna 1887, Kodaň — 22. ledna 1951, Gentofte) byl dánský matematik, mladší bratr Nielse Bohra. Byl také držitelem stříbrné medaile z olympijských her.

## Život
V roce 1910 získal doktorát na Kodaňské univerzitě. Zabýval se matematickou analýzou, zejména teorií téměř periodických funkcí. Kriticky zkoumal Dirichletovu funkci a Riemannovu hypotézu, formuloval Bohr-Landaův teorém (ve spolupráci s Edmundem Landauem) a Bohr-Mollerupův teorém (ve spolupráci s Johannem Mollerupem). Jeho vzorem byl britský matematik G. H. Hardy. Do roku 1930 vyučoval na Dánské technické univerzitě, pak se stal profesorem Kodaňské univerzity. Mezi studenty byl oblíben pro snadno přístupný výklad, na jeho památku se uděluje studentská cena Harald pro pedagoga s nejzajímavějšími přednáškami. Od roku 1937 až do své smrti byl předsedou Dánské matematické společnosti.

## Sport
Od roku 1903 hrál fotbal za Akademisk Boldklub. V roce 1908 byl povolán do reprezentace na olympiádu v Londýně. Vstřelil dva góly v utkání s Francií a přispěl tak k zisku celkového druhého místa. V roce 1910 byl při historicky prvním vítězství Dánů nad Anglií 2:1.